# Scotorythra diceraunia
Scotorythra diceraunia är en fjärilsart som beskrevs av Edward Meyrick 1900. Scotorythra diceraunia ingår i släktet Scotorythra och familjen mätare. Inga underarter finns listade.